# Pseudobalistes flavimarginatus
Il pesce balestra nebulosa (Pseudobalistes flavimarginatus (Richardson, 1845)) è un pesce d'acqua salata appartenente alla famiglia Balistidae.